# Groposu
Groposu este o arie protejată de interes național ce corespunde categoriei a IV-a IUCN (rezervație naturală de tip mixt, geomorfologic, faunistic, forestier și floristic), situată în județul Caraș-Severin, pe teritoriul administrativ al municipiului Reșița.

## Descriere
Rezervația naturală declarată prin Legea Nr.5 din 6 martie 2000, cu o suprafață de 883,60 ha, este inclusă în Parcul Național Semenic - Cheile Carașului și reprezintă o zonă de interes geo-morfologic (rocă metamorfică de gnais, micașist, biotituri, granidiorite și granite; ravene, rupturi de pantă, abrupturi, conuri de dejecție, torente), forestier, floristic (Anthenaria dioica - floarea semenicului) și faunistic.